# Шефилд (Алабама)
Шефилд (на английски: Sheffield) е град в югоизточната част на Съединените американски щати, част от окръг Колбърт на щата Алабама. Населението му е около 9 000 души (2010).
Разположен е на 157 метра надморска височина в Долината на Тенеси, на левия бряг на река Тенеси и на 98 километра западно от Хънтсвил. Селището е основано през 1819 година по инициатива на генерал Андрю Джаксън.

## Известни личности
Родени в Шефилд
- Мич Макконъл (р. 1942), политик